# Et in Arcadia ego
Et in Arcadia ego — крылатое латинское изречение, послужившее темой многих произведений живописи и литературы XVII—XIX веков. Дословный перевод «И в Аркадии я» с отсутствующим глаголом. Такая фраза полностью допустима по правилам латинского языка, но оставляет два принципиально различных варианта понимания слова «я». В зависимости от интерпретации, встречаются различные варианты полного латинского выражения и его переводов.

## И в Аркадии я есть
Исходной и наиболее распространённой была форма Et in Arcadia ego sum, то есть «И в Аркадии я есть» или «Даже в Аркадии я есть». В таком прочтении «я» — это Смерть, которая обращается к смертным с напоминанием, что и в самом счастливом и беззаботном месте, в прекрасной Аркадии, всех когда-нибудь ждёт неминуемый конец. Именно так следует понимать первое произведение на эту тему: картину Гверчино «Et in Arcadia ego», написанную в 1618—1622 годах. Нередко первоисточником указывается некая картина пармского живописца Бартоломео Скедони. Неточность вызвана тем, что до 1911 года картина Гверчино ошибочно приписывалась Скедони, в последующем эти значения некритически копировались составителями крылатых фраз. На картине задан ставший каноническим сюжет: пастухи в Аркадии рассматривают старое надгробие с указанной латинской надписью. На надгробии лежит череп — традиционный символ смерти.
Более открыты для интерпретации два варианта картины «Аркадские пастухи» выдающегося французского живописца Никола Пуссена. Один вариант в частном собрании в Дербишире, второй, более поздний, находится в парижском Лувре. На картине изображены пастухи, случайно увидевшие гробницу, саркофаг, или, скорее, кенотаф с загадочной надписью. Женская фигура, будто сошедшая с античного рельефа, может быть изображением нимфы или аллегорией реки Алфей, протекающей в античной Аркадии. Биограф художника, историк и теоретик живописи Дж. П. Беллори в «Замечаниях о живописи Пуссена» и в «Жизнеописаниях современных живописцев, скульпторов и архитекторов» (1672) дал картине название (Пуссен никогда не давал названий своим картинам): «Счастье, подвластное смерти», упомянув слова, слышанные им от самого художника: «Смерть настигает нас на вершине счастья».
Именно Беллори, по заключению Э. Панофского, принадлежит правильная интерпретация фразы, начертанной на гробнице: «Я — это смерть, которая присутствует повсюду, даже в счастливой Аркадии».
Картины Гверчино и Пуссена на тему «Et in Arcadia ego» и дальнейшая разработка темы Франческо Альбани, Сальватором Розой и Джузеппе Дзаисом дали повод для возникновения термина «аркадская школа».

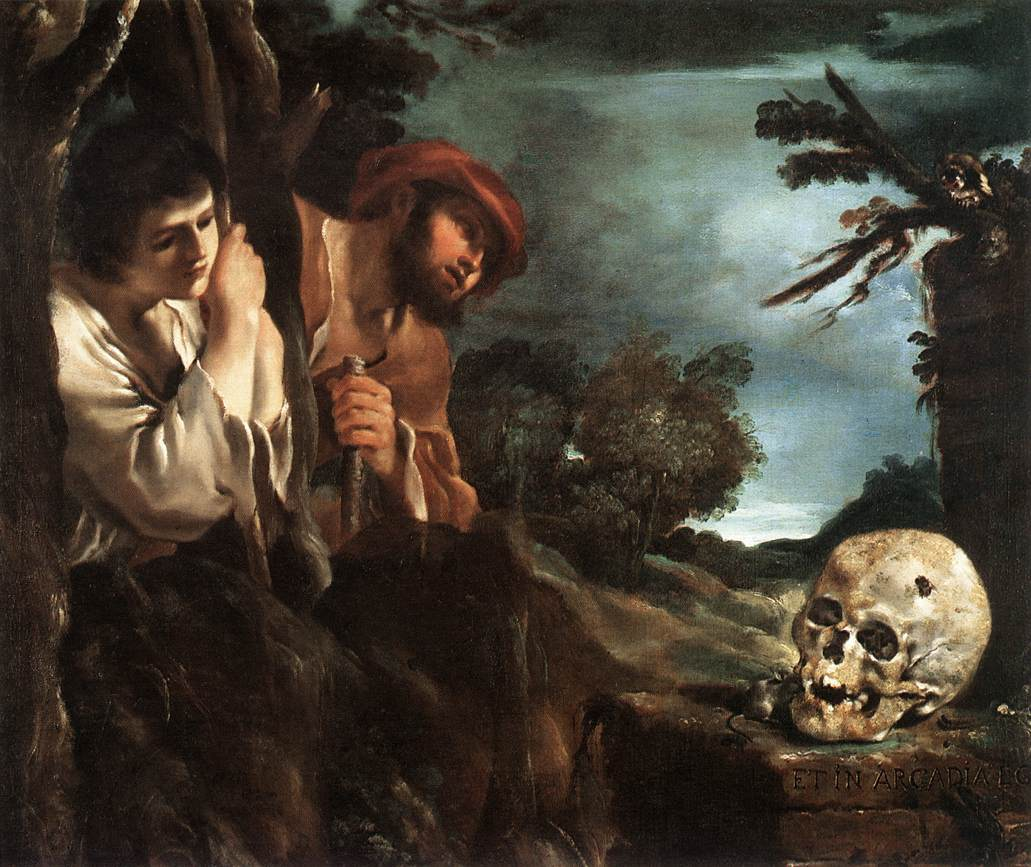
Гверчино Et in Arcadia ego 1618—1622. Национальная галерея старинного искусства. Палаццо Барберини, Рим
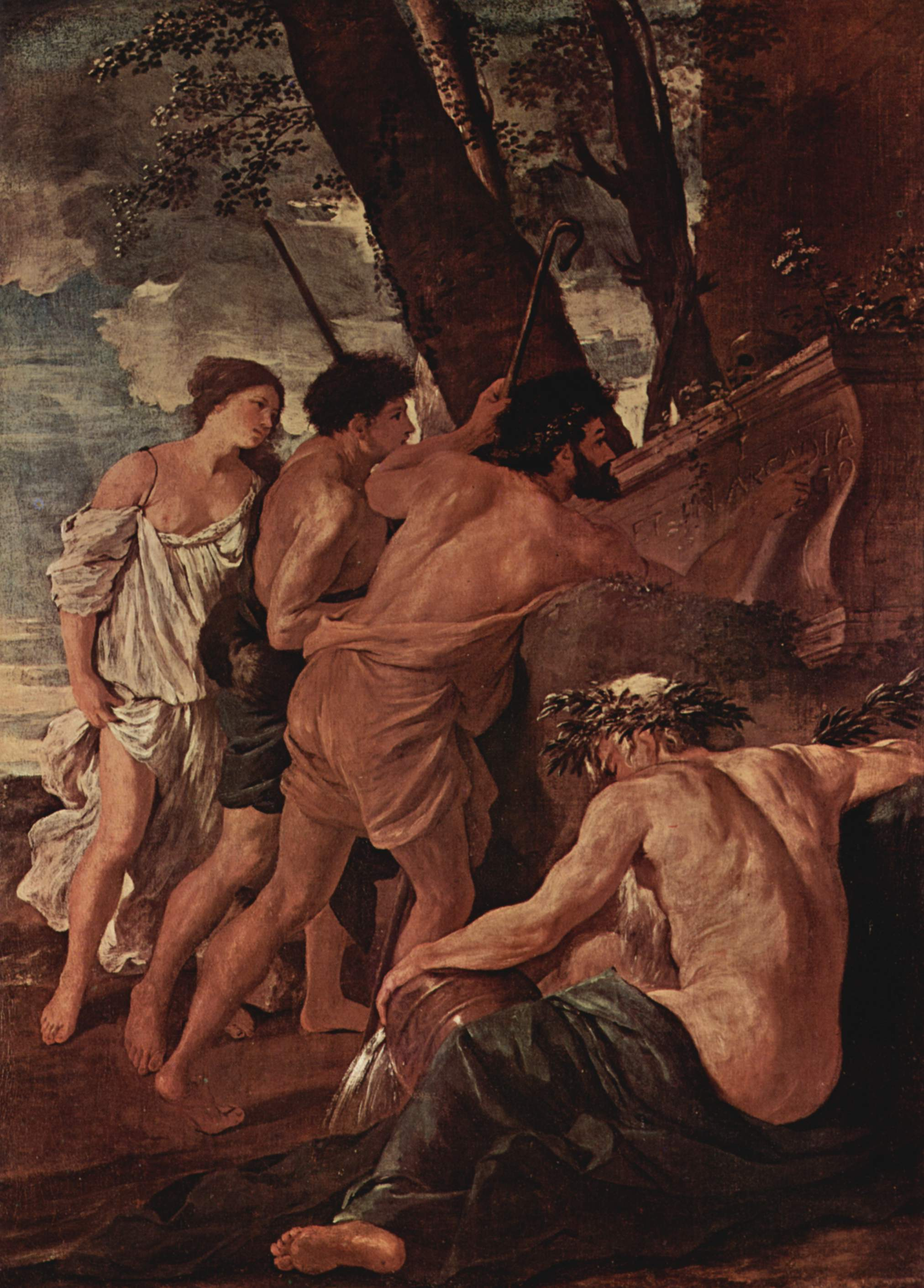
Н. Пуссен Аркадские пастухи (Et in Arcadia Ego), 1-й вариант 1629—1630. Чатсуорт-хаус, Дербишир, Англия
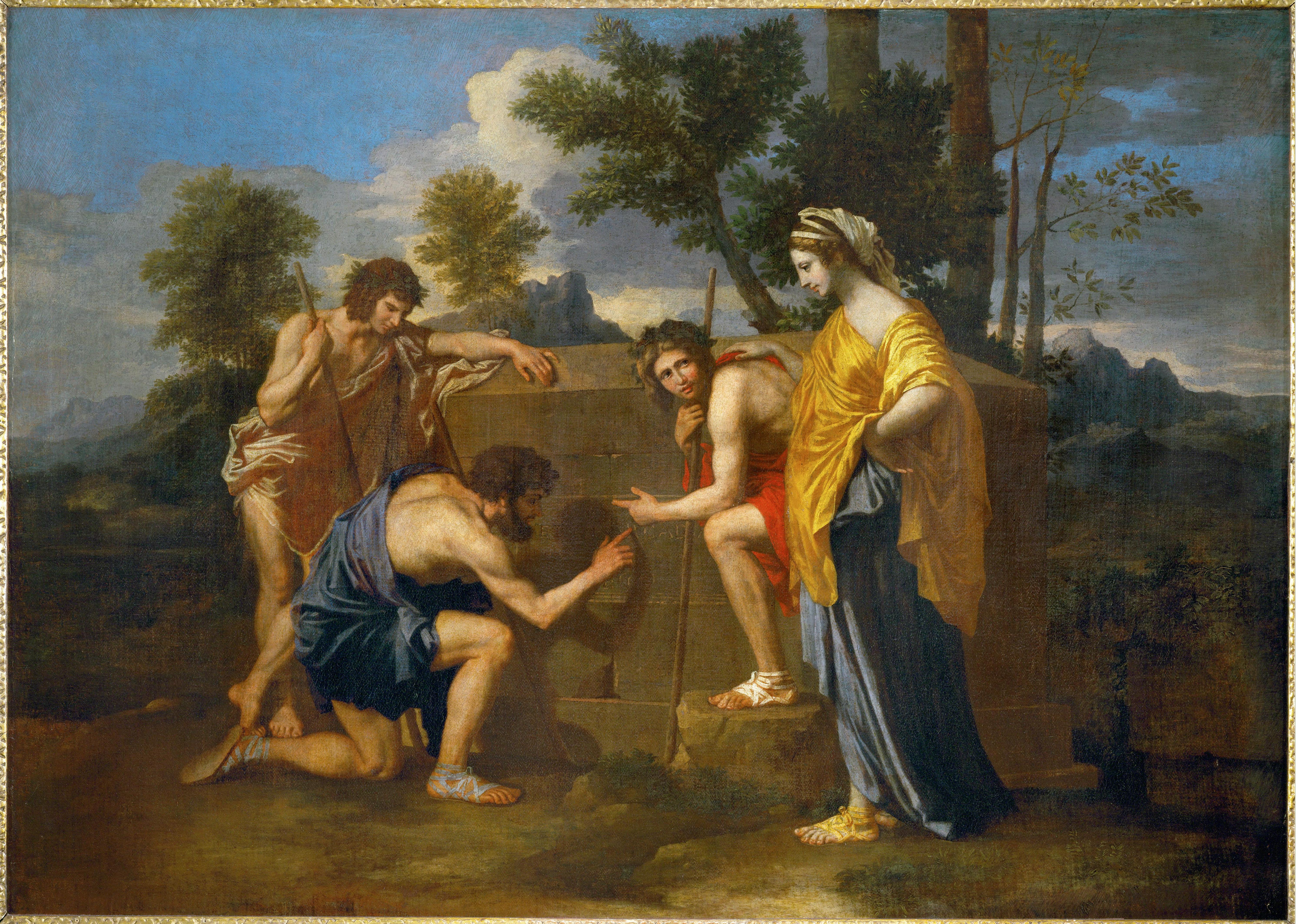
Н. Пуссен Аркадские пастухи (Et in Arcadia Ego), 2-й вариант 1638—1639. Лувр, Париж

## И я в Аркадии родился
Истинную крылатость выражение получило в переосмысленной в стиле романтизма форме Et ego in Arcadia fui, то есть «И я был в Аркадии». Теперь не Смерть, а сам умерший обращается к живущим, напоминая о бренности жизни и преходящести человеческого счастья. В русском языке был наиболее известен вариант «И я в Аркадии родился (родилась)», являющийся цитатой из стихотворения Фридриха Шиллера «Resignation» (1787) в переводе М. А. Дмитриева (1826):
| Шиллер (полный текст)                   |
| --------------------------------------- |
| Auch ich war in Arkadien geboren,       |
| auch mir hat die Natur                  |
| an meiner Wiege Freude zugeschworen,    |
| auch ich war in Arkadien geboren,       |
| doch Tränen gab der kurze Lenz mir nur. |

| Дмитриев                                 |
| ---------------------------------------- |
| И я в Аркадии родился!                   |
| Над колыбелию младенческой и мне         |
| Природы приговор за радость поручился!   |
| И я в Аркадии родился,                   |
| Но дар весны моей был — слёзы лишь одне… |

Впрочем, переосмысленный вариант изречения встречается в литературе и до перевода Дмитриева. Например, ещё в драме в одном действии Карамзина «Аркадский памятник» (1789) Дафна читает на могильном памятнике «И я была в Аркадии». А у Батюшкова в его стихотворении «Надпись на гробе пастушки» (1810) это выражение цитируется как «И я, как вы, жила в Аркадии счастливой». Примечательно, что слова «И я… жила в Аркадии» комментаторы связывают с луврской картиной Пуссена, трактуя надпись на ней именно так, как это делает Батюшков. Стихотворение Батюшкова вошло в либретто «Пиковой дамы» Чайковского, став романсом Полины (действие I, картина 2).

В 1769 году Рейнолдс показал своему другу д-ру Джонсону только что законченную картину. На ней изображены две леди, сидящие перед надгробием и изучающие надпись на нём. Эта надпись — наша латинская фраза. «Что бы это могло значить? — восклицает д-р Джонсон. — Совершеннейшая бессмыслица: Я — в Аркадии!» — «Полагаю, король мог бы объяснить вам, — возразил Рейнолдс. — Едва увидев вчера картину, он сразу же сказал: „Ах, там, в глубине — надгробие. Увы, увы, смерть есть даже в Аркадии“».
В форме Et in Arcadia ego (Auch ich in Arkadien! нем.) — девиз «Итальянского путешествия» (1816-17) Иоганна Вольфганга фон Гёте.
Et in Arcadia ego — название раздела 295, философской работы Фридриха Ницше «Странник и его тень» (1880). В отрывке описывается пасторальная вечерняя сцена в высоких горах, заканчивающаяся строчками: «Невольно, как нечто вполне естественное, мне представились греческие герои в этом чистом мире света (на котором нет отпечатка неясных стремлений, недовольства, оглядок на прошлое, заглядываний в будущее, во что-то ожидаемое). Воспринимать впечатления следует как Пуссен и его ученики — в героическом и идиллическом духе. Так жили некоторые люди, кладя свой вечный отпечаток на мир и ощущая этот мир в себе; и между ними был один из величайших людей — изобретатель героически-идиллической философии, Эпикур».

## Памятник в Шагборо

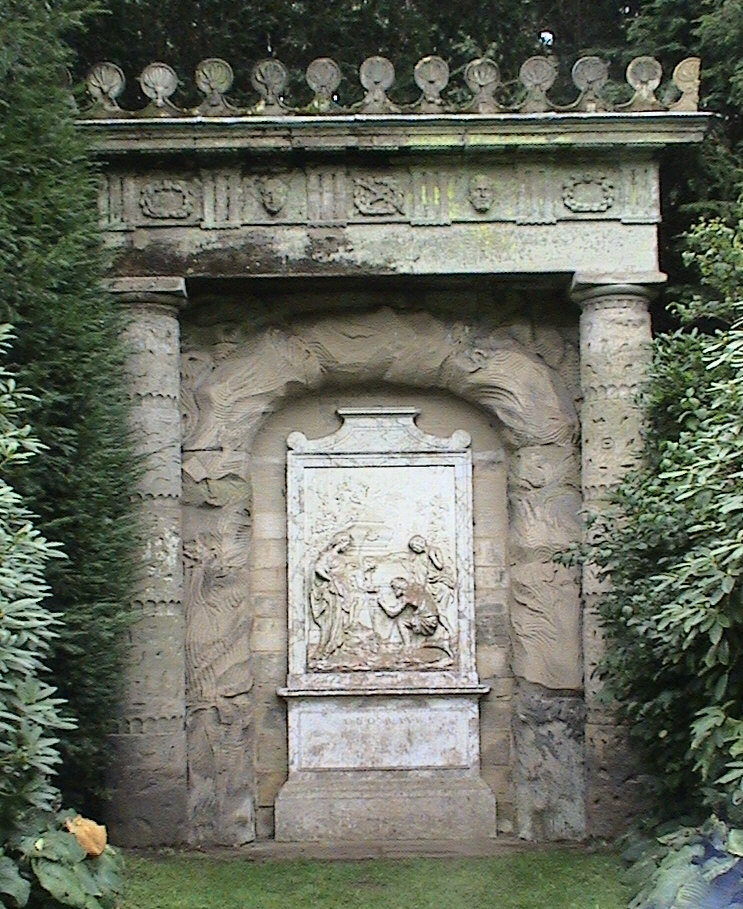
Памятник в поместье Шагборо.

В Шагборо (англ. Shugborough) в графстве Стаффордшир, на территории старого поместья, некогда принадлежавшего графу Личфилду, стоит памятник середины XVIII века. На барельефе изображена копия 2-го варианта картины Пуссена «Аркадские пастухи» в зеркальном отражении и с классической надписью «ET IN ARCADIA EGO» в правильном отражении. Ниже барельефа высечены буквы O·U·O·S·V·A·V·V в обрамлении вынесенных ниже строки букв D и M. DM может означать Diis Manibus, центральная же аббревиатура остаётся непонятной.
Такой памятник не мог остаться незамеченным современными энтузиастами альтернативной истории и эзотерики. Авторы «Священной загадки», на которую опирался Ден Браун в своей книге «Код да Винчи», пришли к выводу, что латинское Et in Arcadia ego является незаконченной и потому грамматически неправильной фразой. Это не соответствует действительности, но для истинных энтузиастов достаточно любой исходной зацепки. Далее Бейджент, Ли и Линкольн приходят к выводу, что Et in Arcadia ego на самом деле является анаграммой и, после некоторых перестановок, они получают (отбрасывая одно i) Tego arcana dei — «Храню секреты бога».